# رادمیلا درلیاچا
رادمیلا درلیاچا (سیریلیک صربی: Радмила Дрљача؛ زادهٔ ۲۱ دسامبر ۱۹۵۹) بازیکن هندبال اهل یوگسلاوی بود.